# أس يو-76
أس يو-76 كانت مدفعية ذاتية الحركة , خدمت في الجيش الأحمر ( السوفيتي ) , فترة الحرب العالمية الثانية وما بعدها .
خلال الأيام اليائسة من سنة 1941 الجيش الأحمر خسر كثير من الموارد مع تقدم الألمان , واضطر المخططين السوفيت إلى زيادة الإنتاج إلى حد كبير , وبسبب الظروف المحيطة الخطرة من اقتراب العدو ونقص الموارد فقد تم اختيار نماذج قليلة للاستعمال والصناعة المستقبلية وكان أحد هذه النماذج هي المدفع (ZIS-3 76.2-mm (3-in , والذي لم يكن فقط قطعة أرضية ممتازة فقط في تلك الفترة كان أيضا مدفع مضاد للدبابات وعالي المستوى , وهكذا عندما قرر تبني الزد أي أس - 3 أصبح للجيش الأحمر سلاح جيد في المستقبل وخاصة عندما يمكن تحويله وتحويره إلى مدفع ذاتي الحركة Self-propelled Gun .

## التاريخ ومراحل الصناعة
أحداث سنة 1941 أظهرت أن الدبابات الخفيفة Light Tanks كانت عديمة الفائدة وكان من المقرر سحب نماذج هذه الدبابات , كان هناك خط إنتاج لتصنيع الدبابة الخفيفة تي-70 T-70 وقرر إدخال التي-70 في خط إنتاج آخر حيث تأخذ المدفع ZIS-76 كسلاح مضاد للدبابات عالي وحر التحرك وهكذا ولدت الأس يو-76 ( SU اختصار Samokhodnara Ustanovka ) , والحديث أخذ حول أخذ المدفع 76.2-مم و62 دورة من الذخيرة , ويجب ذكر أن أقصى سمك لدروع هذا المدفع المتحرك هو 25 مم عند هذا الوقت .
كان أول إنتاج لأس يو-76 في أواخر سنة 1942 , وكانت تخدم في الجيش الأحمر وسط سنة 1943 بإعدام ملموسة لكن في ذلك الوقت مدفع زد أي أس-3 فقد الكثير من تأثيره على المدرعات الألمانية وهكذا تم خلال مراحل وضعها في تشكيلات المشاة للمساعدة النارية والتغطية التكتيكية لأي غرض طارئ , لكن بعد انتهاء الحرب الأس يو-76 تم لبعضها نزع مدفعها وتحويلها إلى ناقلات ذخيرة ومعدات وإمدادات
بعد سنة1945 كان لا يزال يوجد الكثير منها جاهزا للاستعمال وسلمها الاتحاد السوفيتي إلى كثير من البلدان الصديقة له مثل الصين وكوريا الشمالية حيث شوهد بعضها في الحرب الكورية التي بدأت سنة 1950 وبعضها خدم في حلف وارسو وعرفها الروس باسم غريب هو العاهرة .

## انتهاء المسيرة
هكذا كانت حياة الأس يو-76 بدأت كمدفع ذاتي الحركة وانتهت كسلاح مدفعية مساعدة .

## الخصائص
- النوع : مدفعية ذاتية الحركة
- الأداء : 45 كم / سا , المدى : 450 كم ,التسليح : 76.2 مم ( 3-إنش ) المدفع , الرشاش : 7.62 مم
- الوزن : 10800 كغ
- مصنع الطاقة : two GAZ 6-cylinder petrol
- محرك بقوة 140 حصان

## وصلات خارجية
http://www.youtube.com/watch?v=3yOjrU9vHdU